# Zoë Kravitz
Zoë Isabella Kravitz (Los Angeles, 1988. december 1. –) amerikai színésznő, énekesnő és modell. Lenny Kravitz zenész és Lisa Bonet színésznő lánya.
A 2007-es Ízlések és pofonok című filmmel debütált a mozivásznon.

## Élete
A Los Angeles-i Venice-ben született Lisa Bonet színésznő és Lenny Kravitz zenész lányaként. Mindkét szülő vegyes afroamerikai és askenázi zsidó származású (orosz-zsidó, illetve ukrán-zsidó). Apai nagyanyja, Roxie Roker színésznő és anyai nagyapja, Allen Bonet afroamerikaiak voltak, nagyanyja családjának egyes tagjai pedig a Bahamákról származtak.
Kravitz szekuláris zsidónak tartja magát.

## Magánélete
Kravitz a brooklyni Williamsburgben él.
Rövid ideig Ezra Millerrel járt, amikor a Beware the Gonzo című filmet forgatták, és 2011-től 2013-ig kapcsolatban volt Penn Badgley színésszel.
2016-ban Karl Glusman színésszel volt kapcsolatban. Egy 2018 októberében adott interjúban elárulta, hogy még abban az évben februárban eljegyezték. Kravitz édesapjának párizsi otthonában házasodtak össze 2019. június 29-én. 2020 decemberében Kravitz beadta a válópert. A válást 2021 augusztusában véglegesítették.

## Filmográfia

### Film

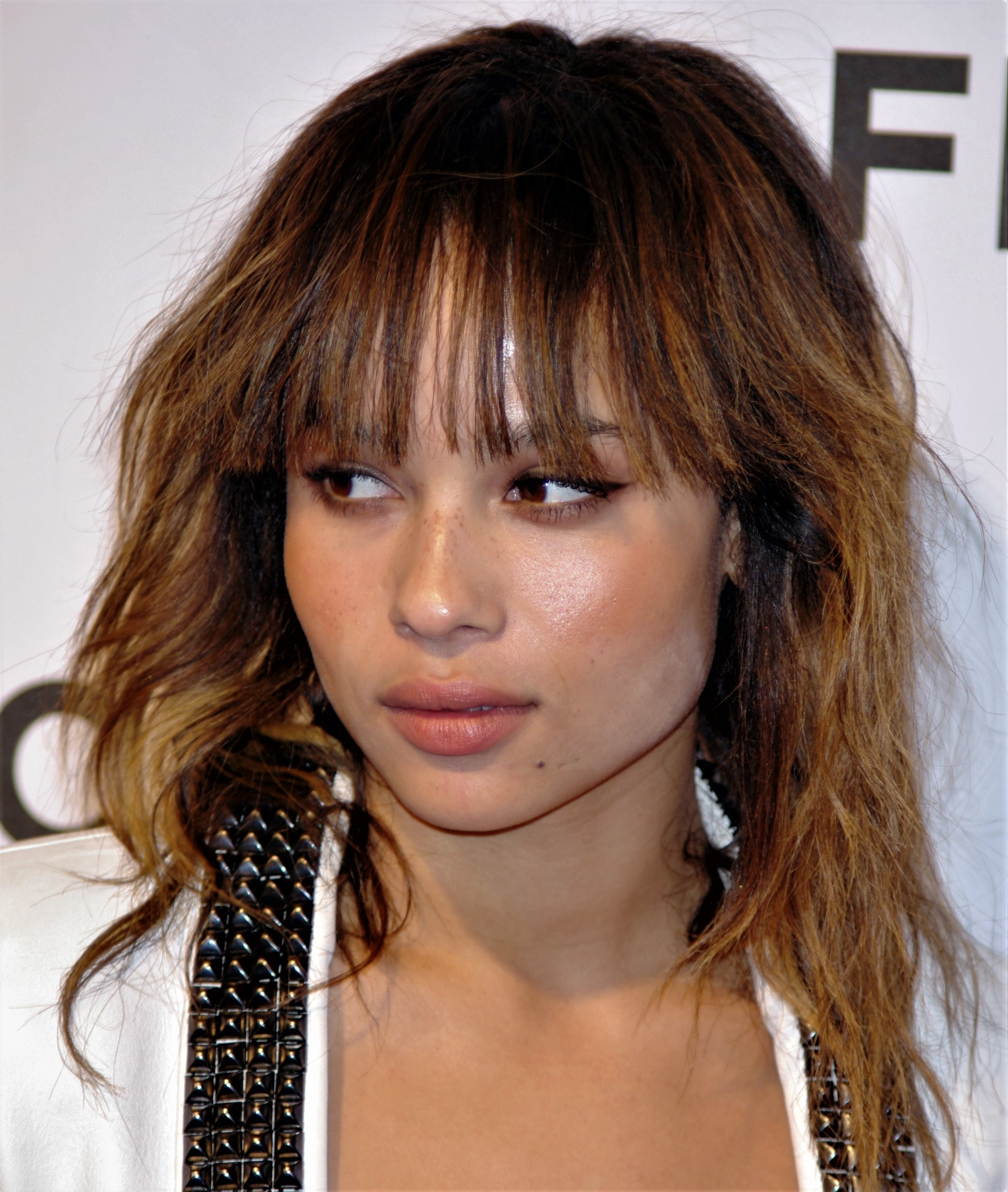
A 2011-es Tribeca Filmfesztiválon

| Év   | Magyar cím                              | Eredeti cím                                           | Szerep                       | Magyar hang        |
| ---- | --------------------------------------- | ----------------------------------------------------- | ---------------------------- | ------------------ |
| 2007 | Ízlések és pofonok                      | No Reservations                                       | Charlotte                    |                    |
| 2007 | A másik én                              | The Brave One                                         | Chloe                        | Pálmai Anna        |
| 2008 | Merénylet a suligóré ellen              | Assassination of a High School President              | Valerie                      |                    |
| 2008 | Balhés tesók                            | Birds of America                                      | Gillian Tanager              |                    |
| 2009 | Míg a halál el nem választ              | The Greatest                                          | Ashley                       |                    |
| 2010 | 12 – A romlás napjai                    | Twelve                                                | Gabby                        |                    |
| 2010 |                                         | Beware the Gonzo                                      | Evie Wallace                 |                    |
| 2010 | Nyomás alatt                            | It's Kind of a Funny Story                            | Nia                          | Berkes Boglárka    |
| 2011 |                                         | Yelling to the Sky                                    | Sweetness O'Hara             |                    |
| 2011 | X-Men: Az elsők                         | X-Men: First Class                                    | Angel Salvadore              | Berkes Boglárka    |
| 2013 |                                         | Treading Water                                        | Laura                        |                    |
| 2013 | A Föld után                             | After Earth                                           | Senshi Raige                 | Gáspár Kata        |
| 2014 | A beavatott                             | Divergent                                             | Christina                    | Berkes Boglárka    |
| 2014 |                                         | Pretend We're Kissing                                 | Autumn                       |                    |
| 2014 | A belső út                              | The Road Within                                       | Marie                        |                    |
| 2014 | Arctalan ellenség                       | Good Kill                                             | Vera Suarez                  | Gáspár Kata        |
| 2015 | Kábszer                                 | Dope                                                  | Nakia                        | Czető Zsanett      |
| 2015 | A beavatott-sorozat: A lázadó           | The Divergent Series: Insurgent                       | Christina                    | Berkes Boglárka    |
| 2015 | Mad Max – A harag útja                  | Mad Max: Fury Road                                    | Toast                        | Gáspár Kata        |
| 2016 |                                         | Too Legit (rövidfilm)                                 | Sully                        |                    |
| 2016 | A beavatott-sorozat: A hűséges          | The Divergent Series: Allegiant                       | Christina                    | Berkes Boglárka    |
| 2016 |                                         | Vincent N Roxxy                                       | Roxxy                        |                    |
| 2016 |                                         | Adam Green's Aladdin                                  | öreg bányász                 |                    |
| 2016 | Legendás állatok és megfigyelésük       | Fantastic Beasts and Where to Find Them               | Leta Lestrange (cameoszerep) | Martinovics Dorina |
| 2017 | Lego Batman – A film                    | The Lego Batman Movie                                 | Macskanő (hangja)            | Kokas Piroska      |
| 2017 | Gemini – Kettős játszma                 | Gemini                                                | Heather Anderson             | Berkes Boglárka    |
| 2017 |                                         | Movie Sound Effects: How Do They Do That? (rövidfilm) | Macskanő (hangja)            |                    |
| 2017 | Csajok hajnalig                         | Rough Night                                           | Blair                        | Pálmai Anna        |
| 2018 | A kötelék                               | Kin                                                   | Milly                        | Gáspár Kata        |
| 2018 | Legendás állatok: Grindelwald bűntettei | Fantastic Beasts: The Crimes of Grindelwald           | Leta Lestrange               | Martinovics Dorina |
| 2018 | Pókember: Irány a Pókverzum!            | Spider-Man: Into the Spider-Verse                     | Mary Jane Watson (hangja)    | Peller Mariann     |
| 2020 |                                         | Viena and the Fantomes                                | Madge                        |                    |
| 2022 | Batman                                  | The Batman                                            | Selina Kyle / Macskanő       | Földes Eszter      |
| 2022 |                                         | Kimi                                                  | Angela Childs                |                    |
| 2024 | Vészjelzés                              | Blink Twice                                           | légiutas-kísérő              |                    |
| 2025 | Rajtakapva                              | Caught Stealing                                       | Yvonne                       |                    |

### Televízió
| Év        | Magyar cím              | Eredeti cím      | Szerep             | Megjegyzések                                |
| --------- | ----------------------- | ---------------- | ------------------ | ------------------------------------------- |
| 2011      | Kaliforgia              | Californication  | Pearl              | 8 epizód                                    |
| 2016      |                         | Portlandia       | Kendall            | 1 epizód                                    |
| 2016      |                         | Morris & the Cow | Loretta (hangja)   | rövidfilm                                   |
| 2017–2019 | Hatalmas kis hazugságok | Big Little Lies  | Bonnie Carlson     | - főszereplő - magyar hangja: - Gáspár Kata |
| 2020      |                         | High Fidelity    | Robyn "Rob" Brooks | főszereplő és vezető producer               |
| 2020      |                         | A World of Calm  | narrátor           | 1 epizód                                    |
| 2025      |                         | The Studio       | Zoë                | 3 epizód                                    |

### Videóklipek
| Év   | Előadó | Cím    |
| ---- | ------ | ------ |
| 2008 | Jay-Z  | I Know |